# لنگ حمام

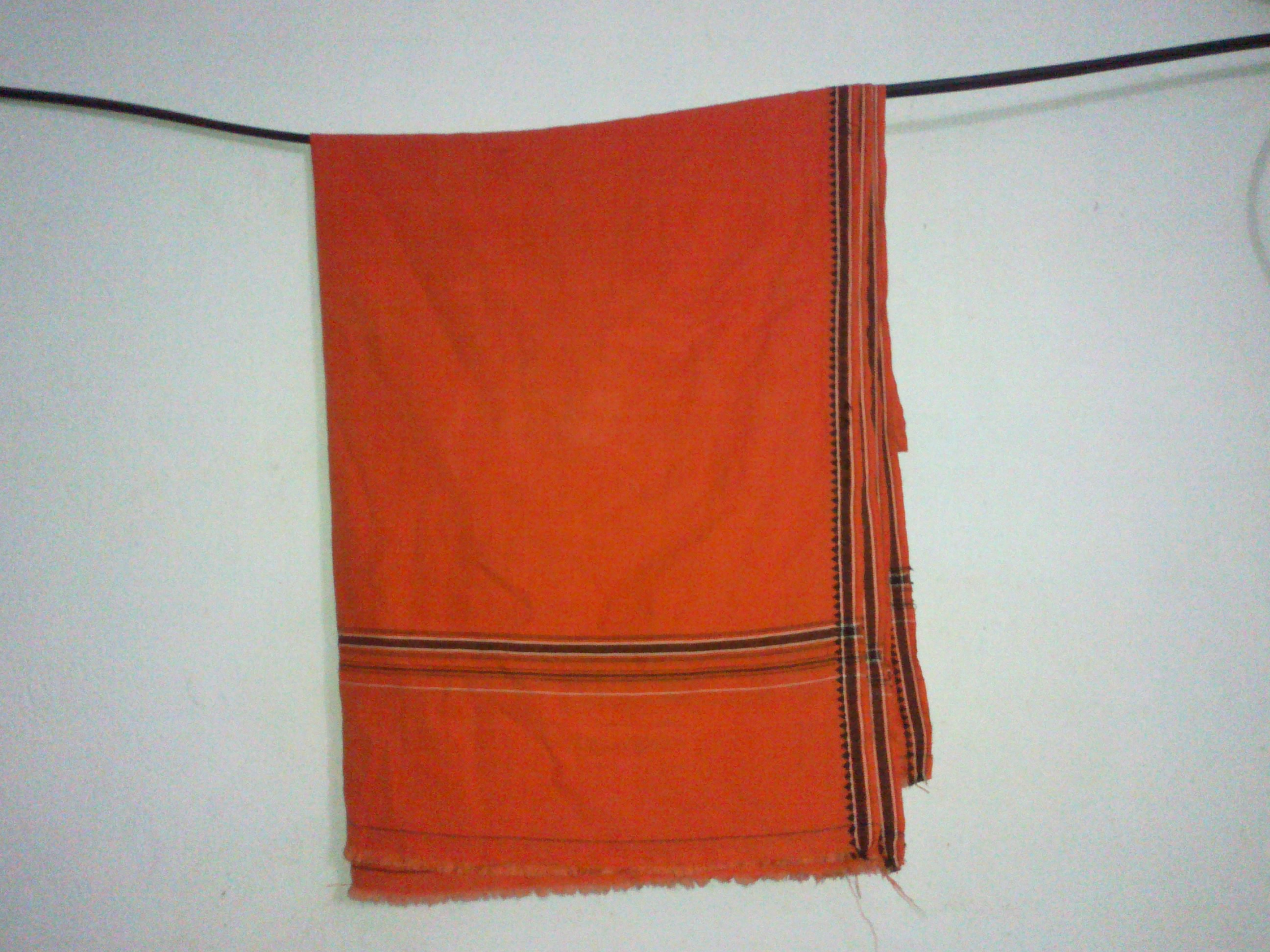
تصویری از یک لنگ حمام

لُنگ حمام یا لنگ یزدی یا به اختصار لُنگ ، نوعی پوشش سنتی است که مردان ایرانی استفاده می‌کنند. مرکز تولید لنگ در ایران شهر یزد  می باشد.